# Утраквистичные школы
Утарквистичные школы — двуязычные школы в Галиции 1886—1939 годов. В таких школах часть предметов преподавалась на государственном языке, а часть и на языке этнического меньшинства.

Первая попытка ввести утарквизм была предпринята в Австро-Венгерской империи в 1886-м году, когда польский наместник Галиции А. Голуховский внес в Галицкий краевой сейм проект, в котором предложил ввести во всех школах обучение на польском языке параллельно с немецким. Во второй раз проект обговаривался в Сейме в 1903—1904 гг, однако так и не был поддержан. Впоследствии двуязычие было введено, как эксперимент для русинов, словенцев и волохов в девяти гимназиях. В 1908 году в Галиции было основано общество «Учительская громада», которое боролось за преобразование частных польско-украинских утарквистичных школ в украиноязычные.
Двуязычное обучение в Польше было введено с целью реализации права граждан Польши на знание государственного языка, как обязательное для всех типов школ в соответствии с законом о образовании «lex Grabski» в 1924 году. Государственные школы стали польскими или двуязычными. Государственные школы с украинским языком обучения фактически утратили право на существование.
Организация украинских националистов (ОУН) считала наличие утарквистичных школ несправедливым, и боролась за переход к моноязычным украинским школам для этнических украинцев. В частности, в 1933-м году была проведена «Школьная акция», в ходе которой сагитированные украинскими националистами дети отказывались говорить по-польски, рвали польские учебники и уничтожали польскую государственную символику.